# ساکلوو
ساکلوو (انگلیسی: Saklovo) یک شهرک در شهرستان کراسنوکامسکی استان باشقیرستان کشور روسیه است.